# Milan Massop
Milan Massop, né le 1er décembre 1993 à Duiven aux Pays-Bas, est un footballeur néerlandais. Il évolue depuis 2018 au Waasland-Beveren au poste d'arrière gauche.

## Biographie
Massop commence sa carrière avec les jeunes du DVV Duiven et du Vitesse Arnhem, avant de rejoindre De Graafschap en 2011. L'année suivante, il est promu chez les professionnels en raison de nombreuses blessures frappant l'équipe première. 
En 2015, Massop permet à De Graafschap d'être promu en Eredivisie. Cependant, il rejoindra le FC Eindhoven, en Eerste Divisie. Ce faisant, il rejoint le seul club contre lequel il avait marqué jusque-là. Massop joue la saison suivante 32 matchs de championnat pour le FC Eindhoven. Le club le libère de son contrat en juillet 2016, officiellement en raison d'une divergence d'opinion. Quelques jours plus tard, il signe un contrat d'un an avec l'Excelsior Rotterdam, avec une option pour une autre année. Dans ce club, il y retrouve l'entraîneur Mitchell van der Gaag, avec qui il a également travaillé au FC Eindhoven.
Il s'engage en avril 2018 avec le club belge de Waasland-Beveren. Ce transfert vers le club belge entre en compte pour la saison 2018-2019.